# Midway (Minnesota)
Midway es un lugar designado por el censo ubicado en el condado de Mahnomen en el estado estadounidense de Minnesota. En el Censo de 2010 tenía una población de 26 habitantes y una densidad poblacional de 5,03 personas por km².

## Geografía
Midway se encuentra ubicado en las coordenadas 47°18′57″N 95°46′46″O / 47.31583, -95.77944. Según la Oficina del Censo de los Estados Unidos, Midway tiene una superficie total de 5.17 km², de la cual 4.78 km² corresponden a tierra firme y (7.66%) 0.4 km² es agua.

## Demografía
Según el censo de 2010, había 26 personas residiendo en Midway. La densidad de población era de 5,03 hab./km². De los 26 habitantes, Midway estaba compuesto por el 26.92% blancos, el 0% eran afroamericanos, el 73.08% eran amerindios, el 0% eran asiáticos, el 0% eran isleños del Pacífico, el 0% eran de otras razas y el 0% pertenecían a dos o más razas. Del total de la población el 19.23% eran hispanos o latinos de cualquier raza.